# 俄军卫戍医院旧址
俄军卫戍医院旧址，位于辽宁省大连市旅顺口区得胜街31号，现为军产，已列为辽宁省文物保护单位。

## 保护
2014年10月，俄军卫戍医院旧址公布为第九批辽宁省文物保护单位，编号9-168。